# Join (SQL)
Una clàusula join SQL, que es correspon amb una operació de join en àlgebra relacional, combina columnes d'una o més taules d'una base de dades relacional. Crea un conjunt que pot ser guardat com una taula o ser utilitzat directament. Una JOIN és un mitjà per combinar columnes d'una (self-join) o més taules utilitzant els valors comuns de cadascuna. L'estàndard ANSI-SQL especifica cinc tipus de JOIN: INNER, LEFT OUTER, RIGHT OUTER, FULL OUTER i CROSS. Com a cas especial, una taula pot fer JOIN amb ella mateixa amb un self-join.
Un programador declara una setència JOIN per a identificar files que poden ser unides. Per a cada fila s'avalua el predicat. Si és cert, es genera la fila combinada.

## Taules de mostra
Les bases de dades relacionals solen estar normalitzades per eliminar la duplicació de la informació com quan una entitat té una relacio "una-a-moltes" amb una altra. Per exemple, una taula de rutes aèries contindrà els codis d'aeroport d'origen i destinació, i una taula d'aeroports contindrà la informació detallada de cada aeroport (nom complet, ciutat, coordinades, nombre de pistes, etc). La combinació de la taula de rutes amb la taula d'aeroports permetrà obtenir una altra taula amb els detalls desitjats dels aeroports de cada ruta..
Les explicacions sobre joins utilitzaran les següents dues taules. Les files contingudes en les taules serveixen per a il·lustrar l'efecte dels diferents tipus de join. Les files en aquestes taules serveixen per il·lustrar l'efecte de diferents tipus de joins
Taula de Rutes
| Identificador_ruta | Codi_aerolinia | Numero_vol | Codi_aeroport_origen | Codi_aeroport_destinacio |
| ------------------ | -------------- | ---------- | -------------------- | ------------------------ |
| 31                 | AF             | AF 428     | AMS                  | BCN                      |
| 73                 | HV             | HV 534     | BCN                  | CPH                      |
| 162                | EI             | EI 183     | CDG                  | CPH                      |
| 193                | VY             | VY 106     | CPH                  | DUB                      |
| 212                | VY             | VY 306     | DUB                  | BCN                      |
| 214                | EI             | EI 303     | DUB                  | CPH                      |

Taula d'aeroports
| Codi_aeroport | Nom_Aeroport                    | Ciutat     |
| ------------- | ------------------------------- | ---------- |
| AMS           | Amsterdam Airport Schiphol      | Amsterdam  |
| ARN           | Stockholm Arlanda Airport       | Stockholm  |
| BCN           | Barcelona El Prat Airport       | Barcelona  |
| CDG           | Paris Charles de Gaulle Airport | Paris      |
| CPH           | Copenhagen Airport              | Copenhagen |
| LHR           | London Heathrow Airport         | London     |

Taula d'aerolinies
| Codi_aerolinia | Nom_Aerolinia         |
| -------------- | --------------------- |
| AF             | Air France            |
| DY             | Norwegian Air Shuttle |
| EI             | Aer Lingus            |
| HV             | Transavia             |

A les taules anteriors es pot veure que l'aerport de Dublin (DUB) te rutes pero no esta inclos a la taula d'aeroports. En canvi l'aeroport d'Arlanda (ARN) no té rutes definides a la taula de rutes. Tambe l'aerolinia "Norwegian" no té rutes i hi ha rutes cobertes per l'aerolinia "VY" que no esta inclosa a la taula d'aerolinies.
Aquests detalls seran importants al descriure les diferents joins.

## cross join

Diagrama representant una Cross Join entre dues taules A i B

Una CROSS JOIN retorna el producte cartesia de les files de les taules en la join. Dit d'una altra forma, generara files que combinen cada fila en la primera taula amb cada fila en la segona taula.
Aquest tipus de join ha de ser utilitzat amb cura perque pot generar grans quantitats de files si les taules tenen moltes files.
Example d'una cross join:
```
SELECT
 
*

 
FROM
 
Aeroport

 
CROSS
 
JOIN
 
Aerolinia
;

```

Com que les taules origen tenen 4 i 6 files respectivament, es generaran 24 files. Tantes com combinacions de les files origen existeixen.
| Codi_aeroport | Nom_Aeroport                    | Ciutat     | Codi_Aerolinia | Nom_aerolinia         |
| ------------- | ------------------------------- | ---------- | -------------- | --------------------- |
| AMS           | Amsterdam Airport Schiphol      | Amsterdam  | AF             | Air France            |
| AMS           | Amsterdam Airport Schiphol      | Amsterdam  | DY             | Norwegian Air Shuttle |
| AMS           | Amsterdam Airport Schiphol      | Amsterdam  | EI             | Aer Lingus            |
| AMS           | Amsterdam Airport Schiphol      | Amsterdam  | HV             | Transavia             |
| ARN           | Stockholm Arlanda Airport       | Stockholm  | AF             | Air France            |
| ARN           | Stockholm Arlanda Airport       | Stockholm  | DY             | Norwegian Air Shuttle |
| ARN           | Stockholm Arlanda Airport       | Stockholm  | EI             | Aer Lingus            |
| ARN           | Stockholm Arlanda Airport       | Stockholm  | HV             | Transavia             |
| BCN           | Barcelona El Prat Airport       | Barcelona  | AF             | Air France            |
| BCN           | Barcelona El Prat Airport       | Barcelona  | DY             | Norwegian Air Shuttle |
| BCN           | Barcelona El Prat Airport       | Barcelona  | EI             | Aer Lingus            |
| BCN           | Barcelona El Prat Airport       | Barcelona  | HV             | Transavia             |
| CDG           | Paris Charles de Gaulle Airport | Paris      | AF             | Air France            |
| CDG           | Paris Charles de Gaulle Airport | Paris      | DY             | Norwegian Air Shuttle |
| CDG           | Paris Charles de Gaulle Airport | Paris      | EI             | Aer Lingus            |
| CDG           | Paris Charles de Gaulle Airport | Paris      | HV             | Transavia             |
| CPH           | Copenhagen Airport              | Copenhagen | AF             | Air France            |
| CPH           | Copenhagen Airport              | Copenhagen | DY             | Norwegian Air Shuttle |
| CPH           | Copenhagen Airport              | Copenhagen | EI             | Aer Lingus            |
| CPH           | Copenhagen Airport              | Copenhagen | HV             | Transavia             |
| LHR           | London Heathrow Airport         | London     | AF             | Air France            |
| LHR           | London Heathrow Airport         | London     | DY             | Norwegian Air Shuttle |
| LHR           | London Heathrow Airport         | London     | EI             | Aer Lingus            |
| LHR           | London Heathrow Airport         | London     | HV             | Transavia             |